# Ilam (Staffordshire)
Ilam – wieś w Anglii, w hrabstwie Staffordshire. Leży 35 km na północny wschód od miasta Stafford i 206 km na północny zachód od Londynu.